# 森下貞義
森下 貞義（もりした さだよし、1915年〈大正4年〉 - 2001年〈平成13年〉3月）は、日本の紙芝居師。東京府荒川出身。父は紙芝居師の森下貞三、弟も同じく紙芝居師の森下正雄。
17歳のとき、ごく自然に父と同じ紙芝居師の仕事に就いた。当時は日本全国の紙芝居師の数は5万人ともいわれる、紙芝居の全盛期であった。
戦中は仕事を中断したものの、1948年（昭和23年）に復帰。この頃が紙芝居の第2のピークであり、東京だけでも3000人以上の紙芝居師がいた。1953年（昭和28年）、東京都紙芝居コンクールで特選に選ばれた。前年の同コンクールで弟の正雄も特選に選ばれていたことで、紙芝居一家として有名になった。
しかし、この1953年はテレビ放送開始の年でもあった。テレビの普及、および貸本屋の林立と共に、紙芝居に集まる子供たちは激減した。紙芝居師の数も200人以下にまで減少した。時代に逆らうことができず、受賞の5年後の1957年（昭和33年）、紙芝居を廃業し、ガラス加工の仕事に転職した。
1986年（昭和61年）、70歳でガラス工から退職。生活のためにと、再び紙芝居を始めた。かつての紙芝居全盛期には及ばない人気だが、独特の抑揚をつけた台詞、登場人物に合せた声色、テレビにはない素朴さが好評を得た。オリジナルの駄菓子も人気であった。また弟の正雄、昔からの仲間である紙芝居師の梅田佳声と共に、父の時代からの紙芝居を守る「紙芝居児童文化保存会」で、紙芝居文化を残すために、該当紙芝居の実演で各地を回るなど、努力を続けた。
1990年（平成2年）には胃癌の手術で胃の3分の2を摘出したが、それを感じさせないほどの元気さで紙芝居の仕事を続けた。80歳を過ぎた1999年においても、東京でただ1人の街頭紙芝居屋として活躍していた。2001年（平成13年）3月、85歳で死去した。没後、紙芝居の舞台は森下正雄の弟子の佐々木遊太に受け継がれた。